# Tanah Tumbuh (Rundeng)
Tanah Tumbuh is een bestuurslaag in het regentschap Subulussalam van de provincie Atjeh, Indonesië. Tanah Tumbuh telt 266 inwoners (volkstelling 2010).